# Paparazzi (film)
Paparazzi är en amerikansk thrillerfilm från 2004, regisserad av Paul Abascal och producerad av Mel Gibson.

## Handling
Hollywoodstjärnan Bo Laramie blir förföljd av hänsynslösa paparazzis som ständigt tar foton på hans privatliv. Paparazzierna går över gränsen då de ser till att Bo och hans fru och son hamnar i en svår bilolycka. Bo tänker inte låta de komma undan ostraffat utan planerar att mörda de som ansvarar för olyckan och lägga skulden på deras ledare.

## Rollista
- Cole Hauser - Bo Laramie
- Tom Sizemore - Rex Harper
- Robin Tunney - Abby Laramie
- Dennis Farina - Kriminalinspektör Burton
- Daniel Baldwin - Wendell Stokes
- Tom Hollander - Leonard Clark
- Kevin Gage - Kevin Rosner
- Blake Michael Bryan - Zach Laramie
- Kelly Carlson - Kristin
- Donal Gibson - Deputy Wilson
- Chris Rock - Pizzabud
- Matthew McConaughey - sig själv
- Vince Vaughn - sig själv

Man kan se producenten Mel Gibson som spelar en terapipatient som sitter i ett väntningsrum.